# Arne i Bora
John Arne Sigfrid Jansson, "Arne i Bora", född 18 oktober 1938 i Öckerö, Göteborgs och Bohus län, död 29 maj 1992 i Kågenäsvägen 17, Öckerö, var en poet, vissångare och kompositör från Öckerö. Han har bland annat skrivit: Ella på Kneppla, Ängen, Gula höstlöv och Vintervisa. Arne i Bora satte även svenska texter till flera engelskspråkiga melodier såsom Feskarpojken (I'm Gonna Be a Country Girl Again) och Kalle Storm. Han gav ut en LP-skiva 1986, "Egna Ö-låtar". Fler av hans egna alster och översättningar finns på CD med gruppen Kalle Storm.